# Glareola nuchalis
Glareola nuchalis е вид птица от семейство Glareolidae.

## Разпространение
Видът е разпространен в Ангола, Бенин, Ботсвана, Габон, Гана, Гвинея, Гвинея-Бисау, Екваториална Гвинея, Етиопия, Замбия, Зимбабве, Камерун, Демократична република Конго, Република Конго, Кот д'Ивоар, Кения, Либерия, Малави, Мали, Мозамбик, Намибия, Нигер, Нигерия, Сиера Леоне, Танзания, Того, Уганда и Централноафриканската република.